# Moldauhafen
Moldauhafen er et 30 000 m² stort område i Hamborgs havn omkranset af bydelen Hamburg-Mitte. Moldauhafen blev bortforpagtet til Tjekkoslovakiet for en periode af 99 år fra 1929 ved undertegnelsen af Versaillestraktaten. Fra 1993 tilhører Moldauhafen Den Tjekkiske Republik. Moldauhafen er Tjekkiets eneste havn ved et hav.
Denne frihavn blev fra 1928 til 2002 drevet af det Tjekkiske Elbeskibfartsselskab ČSPL. Efter konkursen er Moldauhafen kun blevet benyttet i mindre grad., og vil blive givet tilbage til byen i 2028.
Med ophævelsen af Versaillestraktaten efter 2. verdenskrig har pagtkontrakten karakter af en privatretslig kontrakt mellem Freien und Hansestadt Hamburg som grundejer og den Tjekkiske Republik.
- Kort over Moldauhafen
- Moldauhafen, set fra Sachsenbrücke
- Luftfoto (2010)
- Sluseanlægget „Am Moldauhafen“